# Гондырев, Степан Александрович
Степа́н Алекса́ндрович Го́ндырев — советский хозяйственный, государственный и политический деятель, Герой Социалистического Труда.

## Биография
Родился в 1913 году в селе Бураново. По национальности удмурт. Член КПСС.
С 1932 года — на хозяйственной, общественной и политической работе. В 1932—1973 гг. — строитель на возведении заводского общежития, монтажник на строительстве прокатного стана, практикант на Днепропетровском металлургическом заводе, оператор прокатного стана Ижевского металлургического завода Удмуртского совнархоза.
Указом Президиума Верховного Совета СССР от 20 июня 1958 года в ознаменование 400-летия добровольного присоединения Удмуртии к России и за выдающиеся производственные достижения и большой вклад, внесённый в освоение и внедрение новых прогрессивных методов труда в промышленности Удмуртской АССР, присвоено звание Героя Социалистического Труда с вручением ордена Ленина и золотой медали «Серп и Молот».
Делегат XXI съезда КПСС.
Умер в Ижевске в 1973 году.